# Farallon de Pajaros
Farallon de Pajaros (aus dem Spanischen Farallón de los pájaros, auf Deutsch „Klippe der Vögel“, auch Urakas, Guy oder Fanny genannt) ist eine kleine, unbewohnte Vulkaninsel im Pazifischen Ozean. Sie gehört geographisch zur Inselgruppe der Marianen und politisch zum US-Außengebiet der Nördlichen Marianen.
Farallon de Pajaros ist die nördlichste Insel der Marianen. Sie liegt 65 Kilometer nordwestlich der Maug Islands und 591 Kilometer nördlich von Saipan, der Hauptinsel der Nördlichen Marianen. Bis zur nächsten Inselgruppe Kazan-rettō, die zu Japan gehört, sind es 541 Kilometer. Die nahezu runde Insel hat eine Länge von 1,8 Kilometer, eine Breite von 1,6 Kilometer und weist eine Fläche von 2,3 km² auf. Farallon de Pajaros ist der Gipfel eines aktiven Stratovulkans mit einer Höhe von 360 Metern über dem Meer. An seiner Basis in über 2000 Meter unter dem Meeresspiegel hat der Vulkan einen Durchmesser von 15 bis 20 Kilometer. Zwischen 1864 und 1953 wurden 15 Vulkanausbrüche registriert.
Von 1899 bis 1914 war Farallon de Pajaros Teil der Kolonie Deutsch-Neuguinea. 1903 wurde die Insel an ein japanisches Unternehmen verpachtet. Es wurden Vögel gejagt, deren Federn über Japan nach Paris exportiert und dort zu Hutfedern verarbeitet wurden.
Vermutlich war Farallon de Pajaros nie dauerhaft bewohnt. 1985 wurde sie als Uracas Island Preserve unter Naturschutz gestellt. In der Verfassung des Commonwealth der Nördlichen Marianen ist der Status der Insel als unbewohntes Gebiet, das dem Schutz und dem Erhalt der natürlichen Ressourcen dienen soll, festgeschrieben. Seit 2009 ist die Insel Teil des Maraianas Trench Marine National Monument der Vereinigten Staaten.
In der Umgebung von Farallon de Pajaros befinden sich zwei submarine Vulkane: Der Makhahnas Seamount liegt rund 10 Kilometer südwestlich, erreicht eine Höhe von 640 Meter unter dem Meeresspiegel und brach zuletzt 1967 aus. Der Ahyi Seamount liegt etwa 18 Kilometer südöstlich und erreicht eine Höhe von 137 Metern unter dem Meeresspiegel. Ihm wird ein Ausbruch im Jahr 2001 und ein möglicher Ausbruch 1979 zugeordnet.